# Tara Davis-Woodhall
Tara Davis-Woodhall (ur. 20 maja 1999) – amerykańska lekkoatletka, specjalizująca się w skoku w dal. Uczestniczka Letnich Igrzysk Olimpijskich 2020. Złota medalistka Igrzysk Olimpijskich Paryż 2024.

## Osiągnięcia
- mistrzyni świata juniorów młodszych (Cali 2015)[4]
- brązowa medalistka mistrzostw świata U20 w lekkoatletyce (Tampere 2018)[5]
- wicemistrzyni świata (Budapeszt 2023)[6]
- halowa mistrzyni świata (Glasgow 2024)
- mistrzyni olimpijska (Paryż 2024)